# برادر (فیلم هندی ۱۹۹۷)
برادر (به هندی: Bhai) فیلمی محصول سال ۱۹۹۷ و به کارگردانی دیپاک شیوداسانی است. در این فیلم بازیگرانی همچون سونیل شتی، پوجا باترا، سونالی بندره، کونال خمو، اوم پوری، قادرخان، شاکتی کاپور، اشیش ویدیارتی، لالیتا پاوار، راجندرا گوپتا و مشتاق خان ایفای نقش کرده‌اند.